# Europa meridionale

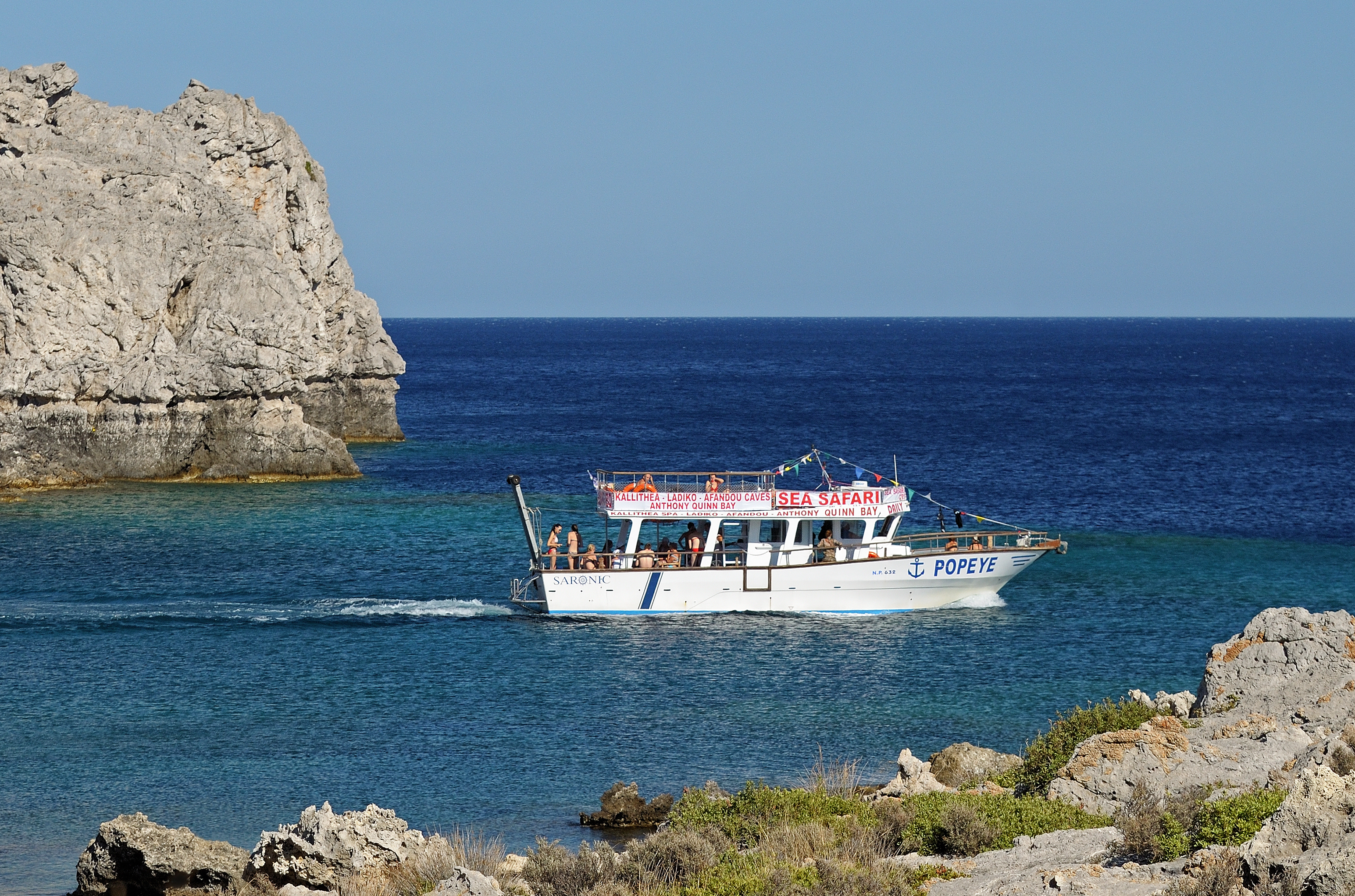
Mar Mediterraneo (Grecia)

I termini Europa meridionale o Europa mediterranea indicano, dal punto di vista geografico e soprattutto politico-culturale, la parte d'Europa che si affaccia sul mar Mediterraneo, per convenzione separata dal resto del continente dai Pirenei e dalle Alpi e formata dalla penisola iberica, dalla penisola italiana, dalla parte sudoccidentale della penisola balcanica e da alcune isole situate nelle loro vicinanze.

## Definizione geopolitica delle Nazioni Unite
Europa settentrionale
     Europa occidentale
     Europa orientale
     Europa meridionale

L'Europa secondo la suddivisione ONU.
Europa settentrionale
Europa occidentale
Europa orientale
Europa meridionale

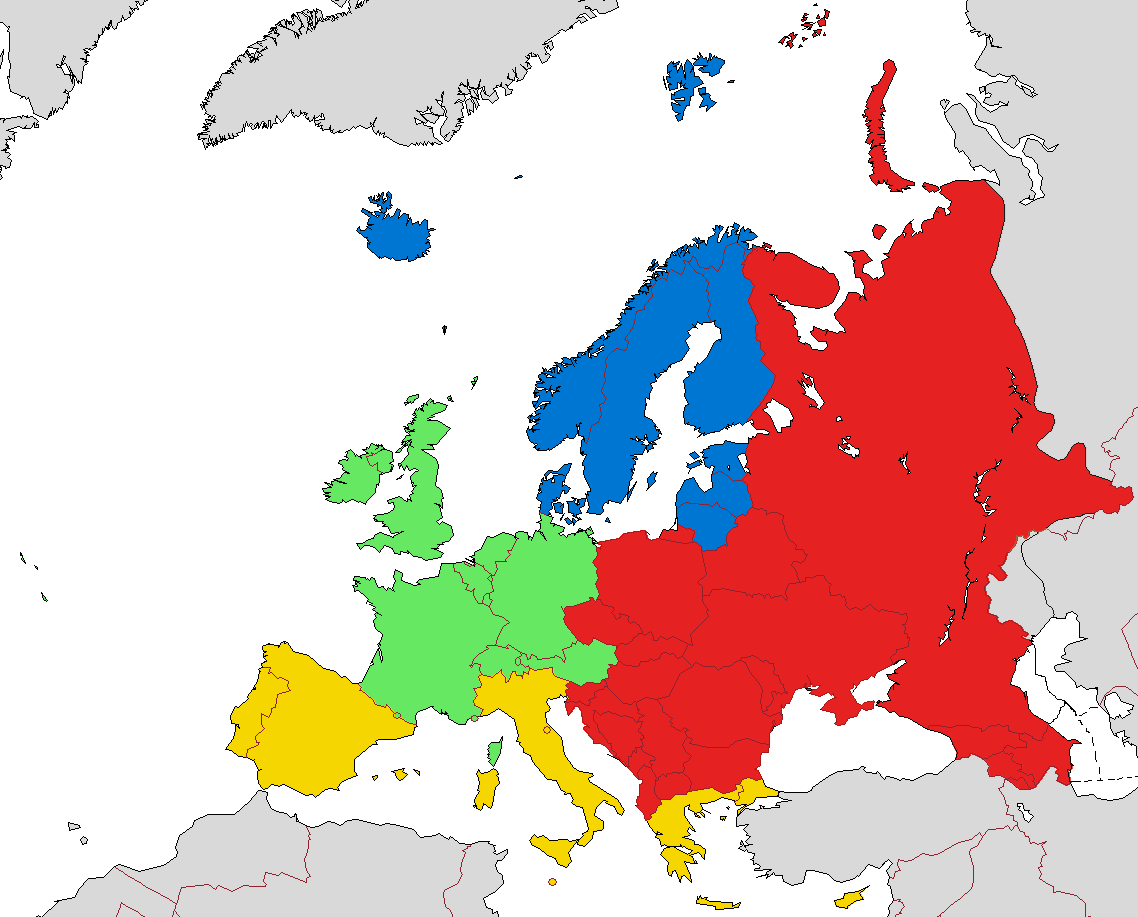
La zona storica dell'Europa meridionale, in giallo

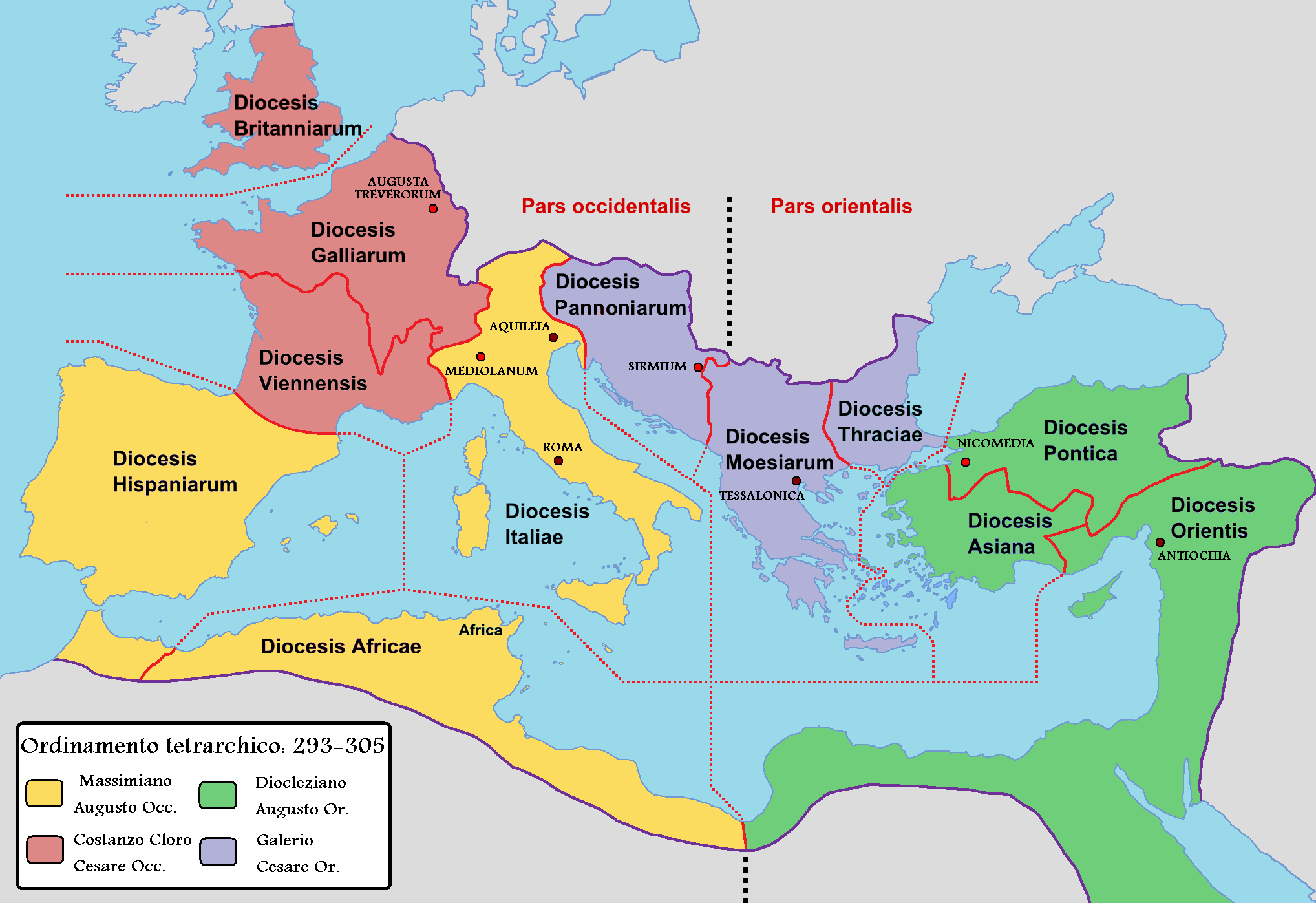
La suddivisione territoriale del sistema tetrarchico, promossa da Diocleziano (300 ca.).

Per le pubblicazioni ufficiali, l'Organizzazione delle Nazioni Unite raggruppa gli stati per subregioni. La suddivisione ONU comprende i seguenti stati e territori:
- Albania
- Andorra
- Bosnia ed Erzegovina
- Croazia
- Gibilterra ( Regno Unito)
- Grecia
- Italia
- Macedonia del Nord
- Malta
- Montenegro
- Portogallo
- San Marino
- Serbia
- Slovenia
- Spagna
- Turchia
- Città del Vaticano

## Definizione climatica

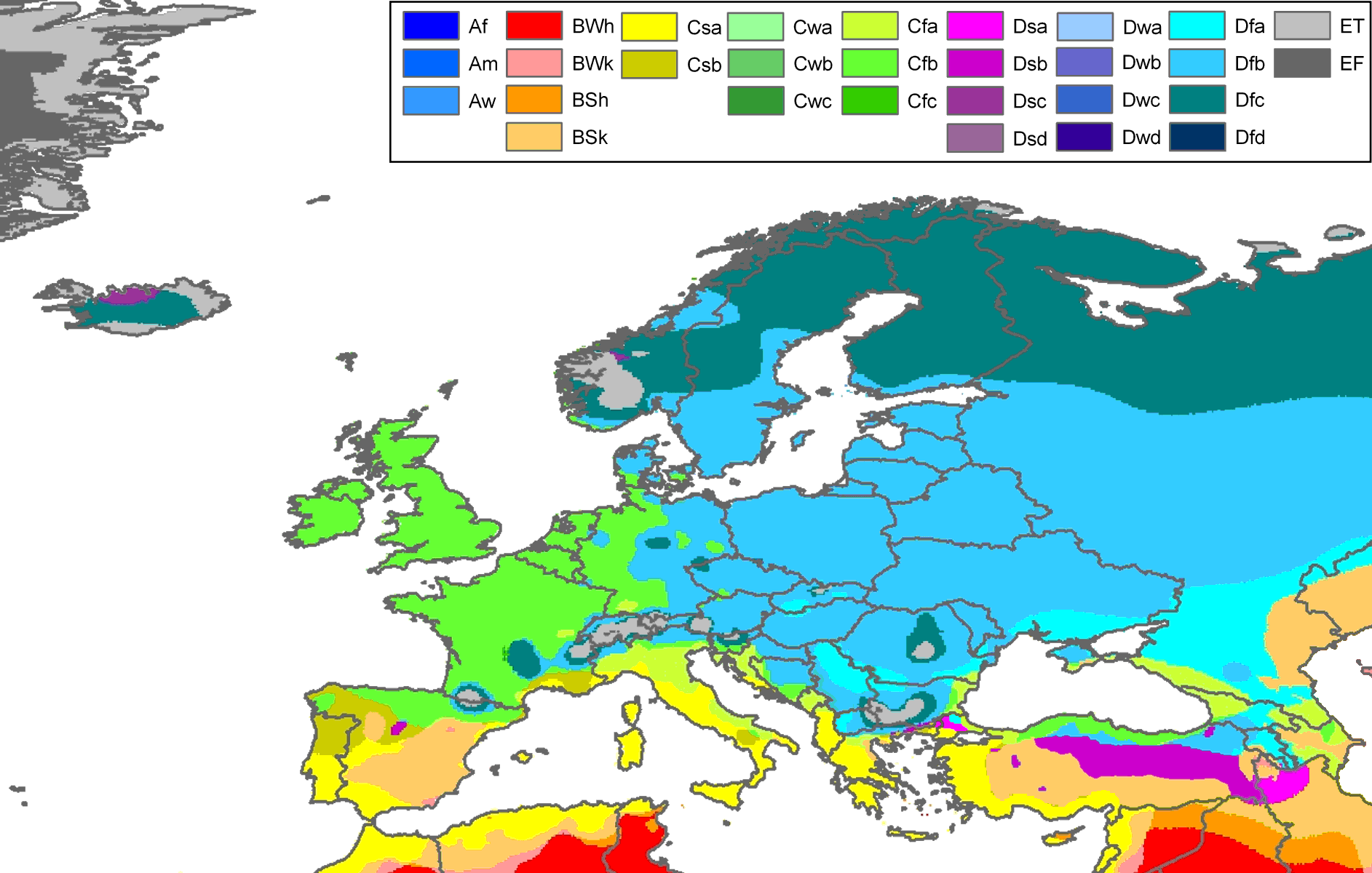
La mappa climatica di Köppen-Geiger è presentata dall'Unità di ricerca climatica dell'Università dell'East Anglia e dal Centro di climatologia delle precipitazioni globali del Deutscher Wetterdienst ed è valida per il periodo dal 1951 al 2000.

La definizione climatica di Europa meridionale corrisponde al clima mediterraneo, considerato il carattere tipico dei Paesi dell'Europa del Sud. Questa zona dell'Europa è anche l'origine della maggior parte delle tradizioni culinarie dell'Europa del Sud (come olio d'oliva, vino). L'area mediterranea mostra inoltre paesaggi simili, come zone collinari con poche zone di pianura, foreste di pini e di ulivi: le zone che condividono questa morfologia sono circa la metà del territorio del Portogallo, il sud e l’est della Spagna, l'area meridionale della Francia, la Croazia, la Bosnia ed Erzegovina, il Montenegro, l'Albania, la Grecia, Cipro e Malta.
Per quanto riguarda l'Italia, la grande maggioranza del territorio nazionale, sono escluse solo le Alpi e la Pianura Padana. Se le prime presentano un Clima alpino, riscontrabile anche in altre zone montuose dell'Europa, la Pianura Padana presenta un Clima temperato umido con estate calda (Cfa) e risulta ad ora l'unica zona d'Europa a rappresentare quel clima. La distribuzione delle risorse idriche è piuttosto disomogenea: le Alpi rappresentano la maggiore fonte di risorse idriche, superando di gran lunga gli altri massicci e catene montuose.

## Definizione linguistica e culturale
I Paesi dell'Europa latina sono spesso associati al concetto di Europa meridionale, che equivale all'Europa sud-occidentale. La Grecia e i Balcani occidentali sono spesso associati al termine di Europa sud-orientale.

## Lista di paesi
Anche se non vi sono definizioni precise, i seguenti territori sono comunemente riconosciuti come facenti parte dell'Europa del Sud:
- Penisola iberica
  -  Andorra
  -  Gibilterra (Regno Unito)
  -  Portogallo
    - Azzorre

  -  Spagna
    - Isole Baleari
- Regione geografica italiana
  -  Città del Vaticano
  -  Italia, con tutte le isole
  -  Francia (Corsica e Costa Azzurra)
  -  Monaco
  -  Malta
  -  San Marino
- Penisola balcanica
  -  Albania
  -  Bosnia ed Erzegovina
  -  Croazia
  -  Grecia
    - Stato Monastico Autonomo del Monte Athos
    - Isole ioniche
    - Isole egee
    - Creta

  -  Kosovo
  -  Macedonia del Nord
  -  Montenegro
  -  Serbia
  -  Slovenia
  -  Turchia (soltanto la parte europea, composta da Rumelia e Tracia)
- Isola di Cipro
  -  Cipro
  -  Regno Unito (Akrotiri e Dhekelia)
  -  Cipro del Nord